# Encefalitis equina venezolana
La encefalitis equina venezolana es una enfermedad infecciosa que puede afectar a humanos y caballos. Está producida por el virus homónimo que pertenece al grupo de los arbovirus.  El mal cursa con fiebre y en ocasiones afecta al sistema nervioso central (encefalitis), pudiendo causar la muerte del individuo afectado. La mayor parte de los casos se producen en América del Sur, América Central y México. La transmisión tiene lugar a través de la picadura de mosquitos previamente infectados.

## Virus
El virus de la encefalitis equina venezolana es un arbovirus del género Alphavirus (familia Togaviridae). Existen seis subtipos del virus, denominados del I al VI. Algunos de ellos tienen nombre propio: por ejemplo, el subtipo II se conoce como virus Everglades; el III, como virus Mucambo, y el IV, como virus Pixuna. La mayor parte de los virus que producen epidemias en caballos pertenecen al subtipo I; los subtipos del II al VI se encuentran por lo general en áreas limitadas y se transmiten por ciclos naturales entre roedores y mosquitos.[cita requerida]

## Síntomas
En humanos se inicia de forma súbita, con fiebre, dolor de cabeza, malestar general y dolores musculares, principalmente en piernas y columna lumbar. Puede existir tos, vómitos y otros síntomas. Sigue en general un curso leve, produciéndose la curación espontánea antes de las 2 semanas. Sin embargo alrededor del 4% de los niños y menos del 1 % de los adultos desarrollan encefalitis que puede provocar la muerte. En mujeres embarazadas es causa de aborto, encefalitis fetal y anomalías congénitas graves.

## Transmisión
La transmisión habitual tiene lugar entre roedores selváticos y mosquitos. Humanos y caballos son únicamente huéspedes incidentales del virus. El caballo puede actuar como amplificador de la infección durante las epidemias y a través de la picadura de un mosquito, transmite el virus al humano. No se ha descrito la transmisión directa de un humano a otro.

## Epidemias
Los brotes epidémicos de encefalitis equina venezolana, afectan principalmente a caballos, en los que produce gran mortalidad, ocasionando casos secundarios en humanos. Los brotes epidémicos pueden persistir varios años y durante los mismos se ha observado la aparición de casos aislados en otros animales, entre ellos cabras, ovejas, conejos, perros y roedores de laboratorio.
Uno de los principales brotes tuvo lugar en 1962, se inició en la región fronteriza entre Colombia y Venezuela, extendiéndose posteriormente a América Central y América del Norte. En la epidemia que se declaró en México en 1970 y afecto a en Chiapas, Veracruz, Oaxaca, Guerrero y Michoacán murieron aproximadamente 10 000 equinos, con una tasa de letalidad de entre el 50% y el 90% de los animales afectados, no solo caballos, sino también burros y mulas. En 1995 tuvo lugar la última epidemia que afectó a 75.000 humanos y provocó alrededor de 300 muertos.

## Vacunación
Se han utilizado diferentes tipos de vacunas en humanos y animales para prevenir el mal. Sin embargo han surgido diferentes problemas, como eficacia limitada y efectos adversos frecuentes. Por ello se están investigando nuevas vacunas más eficaces y seguras (2009).